# رمضانعلی کفاش خراسانی
رمضانعلی کفاش خراسانی (؟ – ۱۳۱۵ خورشیدی) شاعری طنزسرا در عصر مشروطه بود. شغلش کفاشی بود و در فقر زندگی می‌گذراند. در مشهد زندگی می‌کرد و شهرتش به واسطهٔ شعری بود که در آشفتگی اوضاع داخلی آستان قدس رضوی سرود. دعانامه و نفرین‌نامه از آثار اوست.
دیوان کفاش خراسانی به تصحیح احمد کرمی در سال ۱۳۸۲ چاپ شد.